# Assoziative Algebra
Assoziative Algebra ist ein Begriff aus der abstrakten Algebra, einem Teilgebiet der Mathematik. Es handelt sich um eine algebraische Struktur, die den Begriff des Vektorraums bzw. des Moduls dahingehend erweitert, dass zusätzlich zur Vektoraddition eine assoziative Multiplikation als innere Verknüpfung definiert wird.
In anderen Worten, eine assoziative Algebra ist eine {\displaystyle K}-Algebra respektive {\displaystyle R}-Algebra, deren Multiplikation zusätzlich assoziativ ist.

## Definition
Ein Vektorraum {\displaystyle A} über einem Körper {\displaystyle K} oder ein Modul {\displaystyle A} über einem Ring {\displaystyle R} zusammen mit einer bilinearen Abbildung genannt Multiplikation
{\displaystyle \cdot \colon A\times A\longrightarrow A,\quad (a,b)\longmapsto a\cdot b}
heißt assoziative Algebra, wenn für alle {\displaystyle a,b,c\in A} das folgende Assoziativgesetz gilt:
{\displaystyle a\cdot (b\cdot c)=(a\cdot b)\cdot c.}
Es handelt sich also um eine spezielle Algebra über einem Körper oder eine spezielle Algebra über einem kommutativen Ring.
Wenn die Multiplikation zusätzlich kommutativ ist, dann spricht man von einer kommutativen assoziativen Algebra.

### Erläuterungen
Der Vektorraum respektive der Modul {\displaystyle A}, der eine assoziative Algebra ist, besitzt nun neben
- der Addition: {\displaystyle a+b\in A} für {\displaystyle a,b\in A},
- der Skalarmultiplikation: {\displaystyle s\cdot a\in A} für {\displaystyle a\in A} und {\displaystyle s\in K} respektive im Falle des Moduls {\displaystyle s\in R},

eine zusätzliche Operation
- die Multiplikation {\displaystyle a\cdot b\in A} für {\displaystyle a,b\in A},

welche dem Assoziativgesetz unterliegt.
Der Raum {\displaystyle A} zusammen mit der Addition und der Skalarmultiplikation bildet die Vektorraum-Struktur {\displaystyle (A,+,\cdot _{s})}, während {\displaystyle A} zusammen mit der Addition und der Multiplikation die Ring-Struktur {\displaystyle (A,+,\cdot )} bildet (wobei hier {\displaystyle \cdot _{s}} die Skalarmultiplikation sein soll).

## Beispiele
- Die Menge aller Polynome mit Koeffizienten aus einem Körper {\displaystyle K} bilden (mit der üblichen Multiplikation) eine assoziative Algebra über diesem Körper.
- Die Endomorphismen eines Vektorraums {\displaystyle V} bilden mit der Verkettung eine assoziative Algebra. Hierbei ist die Verknüpfung {\displaystyle *} nicht kommutativ, sofern die Dimension von {\displaystyle V} größer als 1 ist.
- Ist {\displaystyle V} ein unendlichdimensionaler Vektorraum und betrachtet man nur die Endomorphismen mit endlich-dimensionalem Bild, erhält man ein Beispiel, bei dem {\displaystyle *} kein Einselement hat.
- Der Vektorraum aller reell- oder komplexwertigen Funktionen auf einem beliebigen topologischem Raum bildet eine assoziative Algebra; dabei werden die Funktionen punktweise addiert und multipliziert.
- Der Vektorraum aller stetigen reell- oder komplexwertigen Funktionen auf einem Banachraum bildet eine assoziative Algebra, bzw. sogar eine Banach-Algebra.
- Der Matrizenraum aller {\displaystyle (n\times n)}-Matrizen bildet zusammen mit der Matrizenmultiplikation eine assoziative Algebra.
- Die komplexen Zahlen bilden eine assoziative Algebra über dem Körper der reellen Zahlen.
- Die Quaternionen sind eine assoziative Algebra über dem Körper der reellen Zahlen, aber nicht über den komplexen Zahlen.
- Die Weyl-Algebren